# Alovera
Alovera è un comune spagnolo situato nella comunità autonoma di Castiglia-La Mancia.
La sua posizione strategica al centro della penisola iberica e la sua vicinanza a Madrid (40 km) ha provocato un'importante crescita demografica. Negli anni novanta i residenti erano 1.500 persone, nel 2003 circa 5.000 e nel 2015 hanno superato i 12.000.

## Geografia fisica

### Territorio
Alovera si trova nel "Corredor del Henares", che è la zona compresa tra le città di Madrid e Guadalajara intorno al fiume Henares. Il Corredor del Henares rappresenta una delle aree industriali più importanti della Spagna. 
Nel Comune vengono coltivate cereali, frutti e prodotti ortofrutticoli. Ma negli ultimi decenni è sempre cresciuta di più l'attività industriale e diminuita l'agricoltura.
Alovera ha i suoi origini all'inizio del XIV secolo (1300), ed apparteneva al comune di Guadalajara, quindi alla Corona di Castiglia. Nel 1626 Filippo IV la dichiarò Villa e la vendette alla Marchesa di Villahermosa chi cambiò il nome a Villahermosa di Alovera.
La Piazza del paese (Plaza Mayor) ha una struttura tradizionale Castigliana e qui si trova la Chiesa di San Miguel (San Michele).